# Fredrik Nordback
Fredrik Nordback (født 20. marts 1979 i Hanko, Finland) er en finsk tidligere fodboldspiller (midtbane), der repræsenterede Örebro SK i Sverige gennem hele sin karriere. Han spillede syv kampe for Finlands landshold i perioden 2003-2005.